# Yunhe
Yunhe (en chino, 运河; pinyin, Yùnhé) es un distrito urbano bajo la administración directa de la ciudad-prefectura de Cangzhou. Se ubica en la provincia de Hebei, este de la República Popular China. Su área es de 118 km² y su población total para 2010 superó los 300 mil habitantes. 

## Administración
El distrito Yunhe se divide en 8 pueblos que se administran en 6 subdistritos, 1 poblado y 1 villa.

## Toponimia
El topónimo Yunhe [/Yin-Jə/] significa 'canal navegable', lleva el nombre del Gran Canal Beijing-Hangzhou que atraviesa todo el territorio.